# Mablung
Pour l'autre personnage de J. R. R. Tolkien portant ce nom, voir Liste des Hommes de la Terre du Milieu#Mablung.
Mablung est un personnage secondaire du légendaire de l'écrivain britannique J. R. R. Tolkien apparaissant dans ses romans posthumes Le Silmarillion et Les Enfants de Húrin. C'est un Elfe Sinda, habitant de la forêt de Doriath, premier capitaine du royaume de Thingol et gardien des frontières.
Il participe à la chasse au cours de laquelle le loup Carcharoth est tué, l'éventre et récupère le silmaril qu'il avait avalé en dévorant la main de Beren et quelques années plus tard il est mêlé au destin des enfants de Húrin, en accompagnant Morwen et Nienor jusqu'au royaume détruit de Nargothrond, où Nienor tombe sous la domination du dragon Glaurung. Il cause indirectement le suicide de Túrin
en lui confirmant qu'il s'était involontairement marié avec sa sœur disparue. Après la mort du roi Thingol et le départ de la reine Melian, il est chargé de la protection du silmaril et meurt pendant le sac de Doriath par les Nains de Nogrod.
L'apparition du personnage dans le légendaire est précoce, puisqu'il est présent dans les premiers brouillons des histoires du Silmarillion, puis dans les réécritures suivantes comme la « Quenta » ou le « Quenta Silmarillion », publiées de façon posthume par le troisième fils et principal éditeur de Tolkien, Christopher dans les différents volumes de The History of Middle-earth. Il est présent dans la première version du conte de Beren et Lúthien, écrite en 1917 sous le titre « Le Conte de Tinúviel » et dans « Le Nauglafring », un autre récit qui comme le précédent fait partie du Livre des contes perdus. Cependant Mablung n'est pas présent dans l'histoire des enfants de Húrin, où il joue pourtant un plus grand rôle, avant le début des années 1950, quand l'auteur a retravaillé une vieille chronologie du Premier Âge, qu'il a appelé « Annales du Beleriand» ou « Annales Grises ».

## Noms
Mablung signifie « la Main Lourde » en sindarin. Ce nom se traduirait par Lungumá en quenya.

## Histoire
Au printemps de l'an 20 du Premier Âge, Mablung assiste en compagnie de Daeron et en tant que représentant du roi Thingol à la fête donnée par Fingolfin, haut roi des Ñoldor appelée Mereth Aderthad, « fête de la réunion ».
Bien des années après, la fille de Thingol, Lúthien, s'enfuit de Doriath pour retrouver son aimé Beren, parti pour Angband voler au vala Morgoth l'un des silmarils de sa couronne. Thingol envoie plusieurs messagers, parmi lesquels Mablung, à Himring pour demander l'aide de Celegorm dans la recherche de sa fille. Cependant, le loup Carcharoth, qui avait rencontré Beren et Lúthien et avait arraché au premier sa main portant le Silmaril, attaque les frontières de Doriath, mû par le tourment que le joyau provoquait dans son estomac, et seul Mablung en réchappe et revient auprès de Thingol. Mablung participe ensuite, aux côtés chien Huan, de l'elfe Beleg, de Beren et de Thingol lui-même, à la chasse de Carcharoth. Une fois le loup tué, Mablung lui ouvre le ventre pour récupérer le Silmaril.
Quand l'elfe Maedhros organise une alliance pour attaquer Morgoth et que Thingol lui refuse son concours, Mablung et Beleg demandent au roi la permission de partir en guerre ; celui-ci le leur accorde à condition qu'ils ne se joignent pas à l'une des armées des fils de Fëanor, de sorte qu'ils participent à la cinquième bataille du Beleriand, Nírnaeth Arnoediad (la bataille des Larmes Innombrables) en 472 P. A., dans l'armée de Fingon.

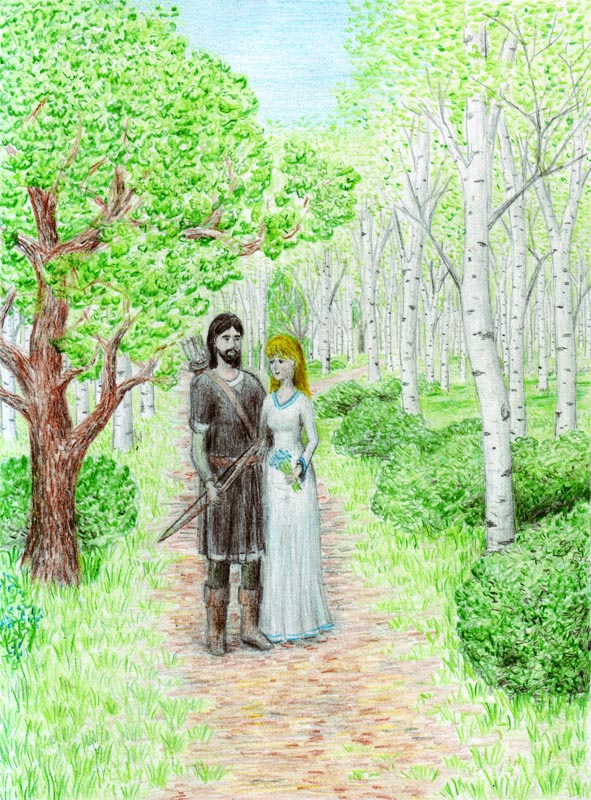
Túrin et Nienor à Brethil

Après son retour de la guerre, à un moment indéterminé des onze années suivantes, Mablung noue une amitié avec l'adan Túrin. Une nuit, Túrin, dînant à Menegroth, entend l'elfe Saeros se moquer du village de Hithlum, d'où il était originaire ; furieux, Túrin lui lance une coupe au visage et tire son épée, mais Mablung l'arrête et réprimande Saeros pour son attitude. Le lendemain matin, l'elfe attaque Túrin. Ce dernier le poursuit et Saeros se jette dans le vide. Mablung conseille à Túrin de revenir à Menegroth, en comptant sur les témoins pour que le roi lui pardonne son acter, mais Túrin, croyant qu'il ne serait pas jugé équitablement, préfère fuir Doriath.
Morwen, la mère de Túrin, et sa sœur, Niënor, arrivent dans la forêt de Doriath des années plus tard. Morwen part ensuite pour le royaume détruit de Nargothrond après avoir entendu dire que son fils s'y trouvait. Thingol envoie une compagnie d'elfes dirigée par Mablung afin de l'aider et de la protéger et Niënor les suit en cachette. Près de Nargothrond, à cause des craintes de Mablung, mère et fille restent à Amon Ethir tandis que le capitaine cherche dans le royaume détruit la trace d'ennemis. Le dragon Glaurung, qui s'y trouvait, attaque Mablung, mais il parvient à s'échapper après avoir vu la créature se diriger vers Amon Ethir. Retournant près de sa compagnie, en se cachant de Glaurung qu'il croise à nouveau, il découvre une Niënor immobile et solitaire, ensorcelée par le dragon. Considérant les autres comme morts, ils partent pour Doriath et rencontrent trois survivants de la compagnie en chemin. Un groupe d'Orques les attaque aux frontières de la forêt, et Niënor y pénètre, de sorte qu'ils ne la retrouvent pas. Mablung revient dévasté à Menegroth et explique la situation à Thingol et Melian, qui ne lui font pas de reproches. Tourmenté par la disparition de Morwen et de Niënor, il passe les trois années suivantes à chercher sans relâche la jeune fille.
Quand il apprend la présence de Túrin en Brethil et après avoir vu entrer Glaurung dans le bois, Mablung s'y dirige et y retrouve son vieil ami, et lui raconte ce qui est arrivé à sa mère et sa sœur. Túrin part vite, et Mablung l'ayant suivi découvre son cadavre et celui de Glaurung à Cabed-en-Aras, Túrin, s'étant suicidé après avoir découvert que son épouse était en réalité sa sœur perdue.
Des années après le roi Thingol est assassiné par les forgerons naugrim et Melian demande à Mablung, avant qu'elle ne quitte la Terre du Milieu, de garder le Silmaril et de prévenir sa fille et Beren. Avec la mort de Thingol et le départ de Melian, l'Anneau créé par la maia pour protéger le royaume disparaît. Les nains atteignent alors Menegroth et la pillent, tuant Mablung pour s'emparer du Silmaril et du Nauglamír, le bijou à l'origine de leur désaccord avec Thingol, et sur lequel était désormais serti le Silmaril.

## Création et évolution
J. R. R. Tolkien mentionne pour la première fois Mablung dans « le Conte de Tinúviel », un récit écrit en 1917 qui fait partie du Livre des Contes Perdus publié de façon posthume par le troisième fils et exécuteur littéraire de l'auteur, Christopher Tolkien, et qui contient la première version de l'histoire de Beren et Lúthien. Dans une première version, Mablung n'apparaissait pas et son rôle dans la chasse du loup Carcharoth (ici nommé Karkaras), était rempli par le frère de Lúthien, Tifanto. Cependant J. R. R. Tolkien s'est aperçu que cela était en contradiction avec les passages précédant la poursuite du loup, et qui décrivaient Tifanto se perdant après la disparition de sa sœur. Tolkien décide donc de le remplacer par Mablung. Mablung est alors le « chef des vassaux » de Thingol (qui porte ici le nom de Tinwelint) et non son capitaine principal. Dans les derniers passages du « Conte de Tinúviel », il est ajouté que Mablung partit à la chasse au lieu de demeurer en Doriath, accompagné par le chien Huan qui, dans cette version, ne meurt pas des blessures provoquées par Carcharoth. L'auteur a continué cette histoire dans « Le Nauglafring », un autre récit des Contes perdus, qui raconte entre autres comment Mablung et Huan retournèrent en Doriath pour assister à la fête donnée par Thingol en mémoire de la mort de Carcharoth.
À partir du milieu des années 1920 et jusqu'au début des années 1930, J. R. R. Tolkien rédige un poème allitératif à partir du « Conte de Tinúviel » et intitulé « Le Lai de Leithian ». Bien que Mablung ne soit pas nommé dans « Le Lai de Leithian », son apparition y était prévue selon deux brouillons. Dans le premier est mentionné le passage dans lequel Mablung et une ambassade envoyée par Thingol vont parler à Celegorm et Curufin de la disparition de Lúthien ; cependant, dans ce brouillon il se dirige vers Aglon au lieu d'Himring et il n'est pas expliqué si l'attaque de Carcharoth (nommé Carcharas) se produit sur les frontières de Doriath ou non. Dans le deuxième brouillon, Tolkien mentionne Mablung comme le « chef guerrier » de Thingol et comme l'un des combattants de la bataille qui a lieu aux frontières de la forêt entre l'armée de Doriath et les forces de l'orque Boldog. Le personnage apparaît de nouveau dans les passages consacrés à l'attaque de l'ambassade, qui cette fois-ci se produit à Doriath, et dans la chasse de Carcharoth.
En 1930, dans le but d'expliquer à Richard W. Reynolds, son ancien professeur à Birmingham, le contexte du poème « Le Lai des Enfants de Húrin », Tolkien réécrit et développe un texte qui datait de quatre années auparavant, l’Ébauche de la mythologie, dans lequel il résume les histoires du Livre des contes perdus. Le nouveau manuscrit est intitulé « Quenta ». L'intervention de Mablung dans la bataille contre les forces de Boldog, puis sa participation à la chasse de Carcharoth y sont conservées, bien que dans cette version il ne parte pas avec Huan. Son rôle dans l'histoire est développé dans ce manuscrit, où il est précisé qu'il participe à la bataille des Larmes Innombrables (Nírnaeth Arnoediad) avec Beleg.
Après la publication du roman Bilbo le Hobbit, en 1937, J. R. R. Tolkien révise et développe la « Quenta », l'appelant à cette occasion « Quenta Silmarillion ». Dans cette nouvelle version Mablung est également mentionné comme présent lors de la bataille des Larmes Innombrables.
Entre 1950 et 1951, une fois achevée la rédaction du Seigneur des anneaux, l'auteur révise profondément, pour la deuxième fois, les « Annales de Beleriand », une chronologie des événements les plus importants survenus au cours du Premier Âge, écrite au début des années 1930 et une première fois révisée à la fin de cette décennie. Il nomme la nouvelle version « Les Annales du Beleriand ou Annales Grises ». Il y est, pour la première fois, fait mention de Mablung lors de Mereth Aderthad, la fête donnée par Thingol, et dans l'histoire des enfants de Húrin. Le personnage est tel qu'il apparaît ensuite dans Le Silmarillion, puisque les Annales ont été utilisées par Christopher Tolkien pour reconstituer ce roman. Selon cette chronologie, le voyage à Nargothrond de Mablung a lieu en 496 P. Â., alors que son arrivée à Brethil et la mort de Túrin surviennent trois ans plus tard. J. R. R. Tolkien conserve, de plus, la participation de l'Elfe à la chasse de Carcharoth et à la Nírnaeth Arnoediad. Pendant les années 1950, il continue de développer cette histoire et les passages où Mablung apparaît sont étendus, bien que sans changements dans la trame,.

## Adaptations
Les histoires où apparaît Mablung n'ont pas connu d'adaptations. Mablung apparaît néanmoins sur quelques illustrations. Anke Katrin Eißmann le montre regardant Beren offrir le silmaril à Thingol après la mort de Carcaroth.